# Idriz Voca
Idriz Voca (Stans, 15 mei 1997) is een Kosovaars-Zwitsers voetballer van Albanees-Bosnische Afkomst die als defensieve middenvelder speelt. Voca speelt sinds 2020 voor het Turkse Ankaragücü.

## Carrière
Voca brak door bij FC Luzern uit de Zwitserse eersteklasse, de club waar hij ook het grootste deel van zijn jeugdjaren doorbracht. Na drie seizoenen verruilde hij Luzern voor het Turkse Ankaragücü waar hij uiteindelijk één seizoen zou spelen en daarna zonder club zat.
In januari 2022 werd Voca ,na meer dan een half jaar zonder club, opgepikt door Cosenza Calcio uit de Italiaanse Serie B.

## Interlandcarrière
Voca maakte zijn interlanddebuut voor Kosovo op 24 maart 2018 tegen Madagaskar, Kosovo won de wedstrijd met 1-0.